# فهرست فرمانداران کنونی ایالات متحده آمریکا

سیطره حزبی بر دفاتر فرمانداری.
فرماندار دمکرات
فرماندار جمهوریخواه
فرماندار نیو پروگرسیو

آنچه در پی می‌آید فهرستی از فرمانداران کنونی ایالات، و قلمروهای ایالات متحده ست. در حال حاضر ۲۷ فرماندار جمهوریخواه و ۲۳ فرماندار دمکرات وجود دارند که مناصب فرمانداری ایالات را بر عهده دارند. علاوه بر این ۳ تا از قلمروهای ایالات متحده (ساموآی آمریکا،گوام و جزایر ویرجین ایالات متحده) فرماندار دموکرات و یکی از آنها (جزایر ماریانای شمالی) دارای فرماندار جمهوریخواه هستند. فرماندار پورتوریکو هم از حزب نیوپروگرسیو است که با دمکرات ها مرتبط است.

## فرمانداران ایالات
دورهٔ کنونی در هر ایالت در ژانویهٔ سال مقرر به پایان می‌رسد، جز آلاسکا، هاوایی و کنتاکی که دوره در آن‌ها در دسامبر سال انتخابات به پایان می‌رسد. (دوره زمانی) پس از سال نشان دهنده عدم توانایی فرماندار کنونی برا نامزدی مجدد در آن سال است؛ (بازنشستگی) نشان دهنده این است که فرماندار کنونی اعلام کرده قصد ندارد در پایان دوره برای انتخاب مجدد یا سمت دیگر نامزد شود.
      دموکرات
      جمهوری‌خواه
| ایالت           | تصویر | فرماندار کنونی  | حزب        | تجربه قبلی                                                                                                | تاریخ بر عهده گرفتن سمت | اتمام دوره          | قبلی  |
| --------------- | ----- | --------------- | ---------- | --- | ----------------------- | ------------------- | ----- |
| آلاباما         |       | کی آیوی         | جمهوری‌خواه | معاون فرماندار آلاباما خرانه‌دار ایالت آلاباما                                                             | ۱۰ آوریل ۲۰۱۷           | ۲۰۲۳                | فهرست |
| آلاسکا          |       | مایک دانلیوی    | جمهوری‌خواه | سنای ایالتی آلاسکا                                                                                        | ۳ دسامبر ۲۰۱۸           | ۲۰۲۲                | فهرست |
| آریزونا         |       | داگ دوسی        | جمهوری‌خواه | خزانه‌دار ایالت آریزونا                                                                                    | ۵ ژانویه ۲۰۱۵           | ۲۰۲۳ (محدودیت دوره) | فهرست |
| آرکانزاس        |       | ایسا هاچینسن    | جمهوری‌خواه | دادستان ایالات متحده برای بخش غربی آرکانزاس، مجلس نمایندگان آمریکا، رئیس اداره مبارزه با مواد مخدر آمریکا | ۱۳ ژانویه ۲۰۱۵          | ۲۰۲۳ (محدودیت دوره) | فهرست |
| کالیفرنیا       |       | گوین نیوسام     | دموکرات    | معاون فرماندار کالیفرنیا شهردار سانفرانسیسکو                                                              | ۷ ژانویه ۲۰۱۹           | ۲۰۲۳                | فهرست |
| کلرادو          |       | جرد پلیس        | دموکرات    | مجلس نمایندگان آمریکا                                                                                     | ۸ ژانویه ۲۰۱۹           | ۲۰۲۳                | فهرست |
| کنتیکت          |       | ند لمانت        | دموکرات    | انتخاب گرینویچ                                                                                            | ۹ ژانویه ۲۰۱۹           | ۲۰۲۳                | فهرست |
| دلاویر          |       | جان کارنی       | دموکرات    | معاون فرماندار دلاویر مجلس نمایندگان آمریکا                                                               | ۱۷ ژانویه ۲۰۱۷          | ۲۰۲۵ (محدودیت دوره) | فهرست |
| فلوریدا         |       | ران دسنتیس      | جمهوری‌خواه | مجلس نمایندگان آمریکا                                                                                     | ۸ ژانویه ۲۰۱۹           | ۲۰۲۳                | فهرست |
| جورجیا          |       | براین کمپ       | جمهوری‌خواه | سنای ایالتی جورجیا                                                                                        | ۱۴ ژانویه ۲۰۱۹          | ۲۰۲۳                | فهرست |
| هاوائی          |       | دیوید ایگی      | دموکرات    | سنای ایالتی هاوایی مجلس ایالتی هاوایی                                                                     | ۱ دسامبر ۲۰۱۴           | ۲۰۲۲ (محدودیت دوره) | فهرست |
| آیداهو          |       | برد لیتل        | جمهوری‌خواه | معاون فرماندار آیداهو سنای ایلاتی آیداهو                                                                  | ۷ ژانویه ۲۰۱۹           | ۲۰۲۳                | فهرست |
| ایلی‌نوی         |       | جی. بی. پریتزکر | دموکرات    | تجربه پیشین دولتی نداشت                                                                                   | ۱۴ ژانویه ۲۰۱۹          | ۲۰۲۳                | فهرست |
| ایندیانا        |       | اریک هولکومب    | جمهوری‌خواه | معاون فرماندار ایندیانا                                                                                   | ۹ ژانویه ۲۰۱۷           | ۲۰۲۵ (محدودیت دوره) | فهرست |
| آیووا           |       | تری برانستاد    | جمهوری‌خواه | ۳۹مین فرماندار (۱۹۸۳–۱۹۹۹)، معاون فرماندار                                                                | ۱۴ ژانویه ۲۰۱۱          | ۲۰۱۹                | فهرست |
| کانزاس          |       | سم براونبک      | جمهوری‌خواه | مجلس سنای ایالات متحده آمریکا                                                                             | ۱۰ ژانویه ۲۰۱۱          | ۲۰۱۹ (محدودیت دوره) | فهرست |
| کنتاکی          |       | اندی بشیر       | دموکرات    | دادستان کل                                                                                                | ۱۰ دسامبر ۲۰۱۹          | ۲۰۲۳                | فهرست |
| لوئیزیانا       |       | بابی جیندال     | جمهوری‌خواه | مجلس نمایندگان آمریکا                                                                                     | ۱۴ ژانویه ۲۰۰۸          | ۲۰۱۶ (محدودیت دوره) | فهرست |
| ایالت مین       |       | پل لیپیج        | جمهوری‌خواه | شهردار واترویل                                                                                            | ۵ ژانویه ۲۰۱۱           | ۲۰۱۹ (محدودیت دوره) | فهرست |
| مریلند          |       | لری هوگن        | جمهوری‌خواه | Maryland Secretary of Appointments                                                                        | ۲۱ ژانویه ۲۰۱۵          | ۲۰۲۳ (محدودیت دوره) | فهرست |
| ماساچوست        |       | چارلی بیکر      | جمهوری‌خواه | وزیر بهداشت و خدمات عمومی ایالت ماساچوست                                                                  | ۴ ژانویه ۲۰۱۵           | ۲۰۲۳                | فهرست |
| میشیگان         |       | ریک اسنایدر     | جمهوری‌خواه | تجربه پیشین دولتی نداشت                                                                                   | ۱ ژانویه ۲۰۱۱           | ۲۰۱۹ (محدودیت دوره) | فهرست |
| مینه‌سوتا        |       | مارک دیتون      | دموکرات    | مجلس سنای ایالات متحده آمریکا                                                                             | ۳ ژانویه ۲۰۱۱           | ۲۰۱۹                | فهرست |
| میسیسیپی        |       | فیل براینت      | جمهوری‌خواه | معاون فرماندار، Auditor                                                                                   | ۱۰ ژانویه ۲۰۱۲          | ۲۰۱۶                | فهرست |
| میزوری          |       | جی نیکسون       | دموکرات    | دادستان کل، سنای میزوری                                                                                   | ۱۲ ژانویه ۲۰۰۹          | ۲۰۱۷ (محدودیت دوره) | فهرست |
| مونتانا         |       | استیو بولاک     | دموکرات    | دادستان کل                                                                                                | ۷ ژانویه ۲۰۱۳           | ۲۰۱۷                | فهرست |
| نبراسکا         |       | پیت ریکتس       | جمهوری‌خواه | تجربه پیشین دولتی نداشت                                                                                   | ۸ ژانویه ۲۰۱۵           | ۲۰۲۳ (محدودیت دوره) | فهرست |
| نوادا           |       | برایان ساندووال | جمهوری‌خواه | U.S. District Court Judge، دادستان کل                                                                     | ۳ ژانویه ۲۰۱۱           | ۲۰۱۹ (محدودیت دوره) | فهرست |
| نیوهمپشایر      |       | مگی حسن         | دموکرات    | New Hampshire Senate                                                                                      | ۳ ژانویه ۲۰۱۳           | ۲۰۱۷                | فهرست |
| نیوجرسی         |       | فیل مورفی       | دموکرات    | سفیر ایالات متحده در آلمان                                                                                | ۱۶ ژانویه ۲۰۱۸          | ۲۰۲۲                | فهرست |
| نیومکزیکو       |       | سوزانا مارتینز  | جمهوری‌خواه | District Attorney of Doña Ana County                                                                      | ۱ ژانویه ۲۰۱۱           | ۲۰۱۹ (محدودیت دوره) | فهرست |
| نیویورک         |       | اندرو کومو      | دموکرات    | دادستان کل، وزیر مسکن و توسعه شهری ایالات متحده آمریکا                                                    | ۱ ژانویه ۲۰۱۱           | ۲۰۲۲                | فهرست |
| کارولینای شمالی |       | پت مک‌کوری       | جمهوری‌خواه | شهردار شارلوت                                                                                             | ۵ ژانویه ۲۰۱۳           | ۲۰۱۷                | فهرست |
| داکوتای شمالی   |       | جک دارلیمپل     | جمهوری‌خواه | معاون فرماندار                                                                                            | ۷ دسامبر ۲۰۱۰           | ۲۰۱۶                | فهرست |
| اوهایو          |       | جان کیسک        | جمهوری‌خواه | مجلس نمایندگان آمریکا                                                                                     | ۱۰ ژانویه ۲۰۱۱          | ۲۰۱۹ (محدودیت دوره) | فهرست |
| اکلاهما         |       | مری فالین       | جمهوری‌خواه | مجلس نمایندگان آمریکا                                                                                     | ۱۰ ژانویه ۲۰۱۱          | ۲۰۱۹ (محدودیت دوره) | فهرست |
| اورگن           |       | کیت براون       | دموکرات    | Secretary of State, Oregon Senate, Oregon House                                                           | ۱۸ فوریه ۲۰۱۵           | ۲۰۲۳ (محدودیت دوره) | فهرست |
| پنسیلوانیا      |       | تام ولف         | دموکرات    | Pennsylvania Secretary of Revenue                                                                         | ۲۰ ژانویه ۲۰۱۵          | ۲۰۲۳ (محدودیت دوره) | فهرست |
| رود آیلند       |       | جینا ریموندو    | دموکرات    | خزانه دار                                                                                                 | ۶ ژانویه ۲۰۱۵           | ۲۰۱۹                | فهرست |
| کارولینای جنوبی |       | نیکی هیلی       | جمهوری‌خواه | مجلس کارولینای جنوبی                                                                                      | ۱۲ ژانویه ۲۰۱۱          | ۲۰۱۹ (محدودیت دوره) | فهرست |
| داکوتای جنوبی   |       | دنیس دوگارد     | جمهوری‌خواه | معاون فرماندار                                                                                            | ۸ ژانویه ۲۰۱۱           | ۲۰۱۹ (محدودیت دوره) | فهرست |
| نوادا           |       | بیل هاسلم       | جمهوری‌خواه | شهردار ناکسویل                                                                                            | ۱۵ ژانویه ۲۰۱۱          | ۲۰۱۹ (محدودیت دوره) | فهرست |
| تگزاس           |       | گرگ ابت         | جمهوری‌خواه | دادستان کل، دیوان عالی تگزاس                                                                              | ۲۰ ژانویه ۲۰۱۵          | ۲۰۲۳ (محدودیت دوره) | فهرست |
| یوتا            |       | گری هربرت       | جمهوری‌خواه | معاون فرماندار                                                                                            | ۱۱ اوت ۲۰۰۹             | ۲۰۱۷                | فهرست |
| ورمانت          |       | فیل اسکات       | جمهوری‌خواه | معاون فرماندار ورمانت                                                                                     | ۵ ژانویه ۲۰۱۷           | ۲۰۲۳                | فهرست |
| ویرجینیا        |       | رلف نورتم       | دموکرات    | معاون فرماندار ویرجینیا سنای ایالتی ویرجینیا                                                              | ۱۳ ژانویه ۲۰۱۸          | ۲۰۲۲ (محدودیت دوره) | فهرست |
| واشینگتن        |       | جی اینسلی       | دموکرات    | مجلس نمایندگان آمریکا مجلس نمایندگان واشینگتن                                                             | ۱۶ ژانویه ۲۰۱۳          | ۲۰۲۵                | فهرست |
| ویرجینیای غربی  |       | ارل ری تامبلین  | دموکرات    | معاون فرماندار، سنای ویرجینیای جنوبی                                                                      | ۱۵ نوامبر ۲۰۱۰          | ۲۰۱۷ (محدودیت دوره) | فهرست |
| ویسکانسین       |       | اسکات واکر      | جمهوری‌خواه | Milwaukee County Executive                                                                                | ۳ ژانویه ۲۰۱۱           | ۲۰۱۹ (محدودیت دوره) | فهرست |
| وایومینگ        |       | مت مید          | جمهوری‌خواه | United States Attorney                                                                                    | ۳ ژانویه ۲۰۱۱           | ۲۰۱۹ (محدودیت دوره) | فهرست |

## نواحی ایالات متحده و ناحیه کلمبیا
دمکرات
      جمهوریخواه
      Covenant
      Independent
| ناحیه                 | Picture | مسئول کنونی                 | حزب                        | تجربه قبلی                         | زمان برعهده گرفتن سمت | اتمام دوره          | Past |
| --------------------- | ------- | --------------------------- | -------------------------- | ---------------------------------- | --------------------- | ------------------- | ---- |
| ساموآی آمریکا         |         | Lolo Letalu Matalasi Moliga | Independent                | No prior public experience         | ۳ ژانویه ۲۰۱۳         | ۲۰۱۷                | List |
| District of Columbia* |         | Vincent Gray                | دمکرات                     | District of Columbia Council Chair | ۲ ژانویه ۲۰۱۱         | ۲۰۱۵                | List |
| گوآم                  |         | Eddie Calvo                 | جمهوریخواه                 | No prior public experience         | ۳ ژانویه ۲۰۱۱         | ۲۰۱۵                | List |
| جزایر ماریانای شمالی  |         | Eloy Inos                   | Covenant                   | معاون فرماندار                     | ۲۰ فوریه ۲۰۱۳         | ۲۰۱۵                | List |
| پورتوریکو             |         | Alejandro García Padilla    | Popular Democratic/ دمکرات | Puerto Rico Senate                 | ۲ ژانویه ۲۰۱۳         | ۲۰۱۷                | List |
| U.S. Virgin Islands   |         | John de Jongh               | دمکرات                     | No prior public experience         | ۱ ژانویه ۲۰۰۷         | ۲۰۱۵ (محدودیت دوره) | List |

* Executive of D.C. is titled "Mayor".